# Traductions du Hobbit

Depuis sa publication en 1937, le roman de J. R. R. Tolkien Le Hobbit (The Hobbit) a été traduit dans une cinquantaine de langues.

## Les runes
Plusieurs inscriptions runiques sont présentes dans le roman, notamment sur la carte de Thror. Ces inscriptions en anglais ont connu des sorts divers à la traduction : elles sont parfois laissées telles quelles (par exemple dans la traduction française de Francis Ledoux de 1969, celle de Lauzon est traduite), ou transformées en charabia (dans la traduction portugaise de 1962), voire carrément supprimées (dans la traduction allemande). Certaines traductions font néanmoins l'effort de les adapter à leur langue : c'est notamment le cas de l'italienne et de la finnoise.

## Liste de traductions
| Langue              | Titre                                                                        | Année                          | Traducteur                                                 | Éditeur                                                                              |
| ------------------- | ---------------------------------------------------------------------------- | ------------------------------ | ---------------------------------------------------------- | ------------------------------------------------------------------------------------ |
| afrikaans           | Die Hobbit                                                                   | 2017                           | Janie Oosthuysen                                           | Protea Boekhuis (Pretoria)                                                           |
| albanais            | Hobiti                                                                       | 2005                           | Maklen Misha                                               | Shtëpia e Librit & Komunikit (Tirana)                                                |
| allemand            | Kleiner Hobbit und der grosse Zauberer Der kleine Hobbit                     | 1957 (rév. 1971, 2e rév. 1991) | Walter Scherf                                              | Paulus Verlag (Recklinghausen) Georg Bitter (Recklinghausen) Klett-Cotta (Stuttgart) |
| allemand            | Der Hobbit, oder, Hin und zurück                                             | 1997                           | Wolfgang Krege                                             | Klett-Cotta (Stuttgart)                                                              |
| arabe               | الهوبيت، أو ذهابًا وعودة (Al-Hūbīt, aw Ḏāhiban wa ʿAwdatan)                   | 2008                           | هشام فهمي (Hisham Fahmy) مي غنيم (May Ghanim)              | Dar Laila (Gizeh)                                                                    |
| arménien            | ՀՈԲԻՏ կամ գնալն ու գալը (Hobit: Kam Gnaln ou Galû)                           | 1984                           | Emma Makaryan                                              | Sovetakan Grogh, Erevan                                                              |
| basque              | Hobbita edo Joan-etorri bat                                                  | 2008                           | Sergio Ibarrola Xabier Olarra                              | Igela Argitaletxea (Iruñea)                                                          |
| biélorusse          | Хобiт, або Вандроука туды i назад                                            | 2002                           | K. Kurchankova D. Magilevtsav                              | ? (Minsk)                                                                            |
| breton              | An Hobbit, pe eno ha distro An Hobbit, pe, Eno ha Distro                     | 2001 (rév. 2020)               | Alan Dipode revisé par Alan Dipode et Joshua Tyra          | ARDA (Argenteuil) Evertype (Dundee)                                                  |
| bulgare             | Bilbo Begins, ili, Dotam i obratno                                           | 1975                           | Krasimira Todorova (texte) Asen Todorov (poèmes)           | Narodna Mladezh (Sofia)                                                              |
| bulgare             | Khobit: Bilbo Begins, ili, Dotam i obratno                                   | 1999                           | Liubomir Nikolov                                           | Bard (Sofia)                                                                         |
| catalan             | El Hòbbit, o, Viatge d'anada i tornada                                       | 1983                           | Francesc Parcerisas                                        | Edicions de la Magrana (Barcelone)                                                   |
| coréen              | ?                                                                            | 1997                           | Inconnu                                                    | Sigongsa (Séoul)                                                                     |
| croate              | Hobit                                                                        | 1994                           | Zlatko Crnković                                            | Algoritam (Zagreb)                                                                   |
| danois              | Hobbitten, eller, Ud og hjem igen                                            | 1969                           | Ida Nyrop Ludvigsen                                        | Gyldendal (Copenhague)                                                               |
| espagnol            | El hobito                                                                    | 1964                           | Teresa Sanchez Luevas                                      | Fabril (Buenos Aires)                                                                |
| espagnol            | El hobbit                                                                    | 1982                           | Manuel Figueroa                                            | Ediciones Minotauro (Barcelone)                                                      |
| espéranto           | La hobito, aŭ tien kaj reen                                                  | 2000                           | Christopher Gledhill (texte) William Auld (poèmes)         | Sezonoj (Iekaterinbourg)                                                             |
| estonien            | Kääbil, ehk, Sinna ja tagasi                                                 | 1977                           | Lia Rajandi Harald Rajamets                                | Eesti Raamat (Tallinn)                                                               |
| féroïen             | Hobbin, ella, Út og heim aftur                                               | 1990                           | Axel Tógarð                                                | Stiðin (Hoyvík)                                                                      |
| finnois             | Lohikäärmevuori, eli, Erään hoppelin matka sinne ja takaisin                 | 1973                           | Risto Pitkänen                                             | Kustannusosakeyhtiö Tammi (Helsinki)                                                 |
| finnois             | Hobbitti, eli, Sinne ja takaisin                                             | 1985                           | Kersti Juva (texte) Panu Pekkanen (poèmes)                 | Werner Söderström (Porvoo)                                                           |
| français            | Bilbo le Hobbit, ou, Histoire d'un aller et retour                           | 1969                           | Francis Ledoux                                             | Éditions Stock (Paris)                                                               |
| français            | Le Hobbit                                                                    | 2012                           | Daniel Lauzon                                              | Christian Bourgois éditeur (Paris)                                                   |
| frison              | de Hobbit                                                                    | 2009                           | Anne Tjerk Popkema                                         | Uitgeverij Elikser (Leeuwarden)                                                      |
| galicien            | O Hobbit                                                                     | 2000                           | Moisés R. Barcia                                           | Edicións Xerais de Galicia (Salamanque)                                              |
| gallois             | Yr Hobyd                                                                     | 2024                           | Adam Pearce                                                | Melin Bapur                                                                          |
| géorgien            | ჰობიტი ანუ იქით და აქეთ (Hobitʼi anu ikit da aket)                           | 2002                           | Nino Bardzimishvili (texte) Tinatin Gogochashvili (poèmes) | Otar Karalashvili (Tbilissi)                                                         |
| géorgien            | ჰობიტი (Hobitʼi)                                                             | 2009                           | Nika Samushia (texte) Tsitso Khotsuashvili (poèmes)        | Bakur Sulakauri Publishing (Tbilissi)                                                |
| grec                | Το Χόμπιτ (Khompit)                                                          | 1978                           | A. Gabrielide Kh. Delegianne                               | Kedros (Athènes)                                                                     |
| hébreu              | ההוביט (ha-Hobit, o, Le-sham uva-hazarah)                                    | 1976                           | Moshé ha-Na'ami                                            | Zemorah, Bitan (Tel-Aviv)                                                            |
| hébreu              | ההוביט או לשם ובחזרה (Hobit)                                                 | 1977                           | ?                                                          | Zemorah, Bitan, Modan (Tel-Aviv)                                                     |
| hongrois            | A babó                                                                       | 1975                           | Tibor Szobotka (texte) István Tótfalusi (poèmes)           | Móra Könyvkiadó (Budapest)                                                           |
| indonésien          | Hobbit                                                                       | 1977                           | Anton Adiwiyoto                                            | P. T. Gramedia (Jakarta)                                                             |
| Irlandais           | An Hobad, nó, Anonn agus Ar Ais Arís                                         | 2012                           | Nicholas Williams                                          | Cathair na Mart: Evertype                                                            |
| islandais           | Hobbit                                                                       | 1978                           | Úlfur Ragnarsson Karl Ágúst Úlfsson                        | Almenna Bókafélagið (Reykjavik)                                                      |
| islandais           | Hobbitinn, eða, Út og Heim Aftur                                             | 1997                           | Þorsteinn Thorarensen                                      | Fjölvaútgáfan (Reykjavik)                                                            |
| italien             | Lo hobbit, o, La riconquista del tesoro                                      | 1973                           | Elena Jeronimidis Conte                                    | Adelphi Edizioni (Milan)                                                             |
| italien             | Lo Hobbit Annotato                                                           | 2004                           | Oronzo Cilli et Elena Jeronimidis Conte                    | Bompiani (Milan)                                                                     |
| italien             | Lo Hobbit, Un viaggio inaspettato                                            | 2012                           | Caterina Ciuferri et Paolo Paron                           | Bompiani (Milan)                                                                     |
| japonais            | ホビットの冒険 (Hobitto no Bōken)                                            | 1965                           | 瀬田貞二 Teiji Seta                                        | Iwanami Shoten (Tokyo)                                                               |
| latin               | Hobbitus Ille                                                                | 2012                           | Mark Walker                                                | HarperCollins                                                                        |
| letton              | Hobits, jeb, Turp un atpakaļ                                                 | 1991                           | Zane Rozenberga                                            | Sprīdītis (Riga)                                                                     |
| lituanien           | Hobitas, arba, Ten ir atgal: Apysaka-pasaka                                  | 1985                           | Bronė Balčiene                                             | Vyturys (Vilnius)                                                                    |
| luxembourgeois      | Den Hobbit                                                                   | 2002                           | Henry Wickens                                              | Op der Lay (Esch-sur-Sûre)                                                           |
| macédonien          | Хобитот или до таму и назад                                                  | 2005                           | Marija Todorova                                            | Feniks (Skopje)                                                                      |
| mandarin            | 魔戒前傳 哈比人歷險記 (Mo jie qian chuan Ha bi ren li xian ji)               | 2001                           | 朱學恆 (Lucifer Chu)                                       | Linking (Taipei)                                                                     |
| mandarin            | 魔戒前传: 霍比特人 (Mo jie qian chuan: Huo bi te ren)                        | 2002                           | 李尧 (Li Yao)                                              | Yilin Press (Nankin)                                                                 |
| moldave             | Хоббитул (Hobbitul)                                                          | 1987                           | Aleksey Zurhkanu                                           | Literatura Artistike (Chişinău)                                                      |
| néerlandais         | De hobbit, of Daarheen en weer terug                                         | 1960 (rév. 1976)               | Max Schuchart                                              | Spectrum (Utrecht)                                                                   |
| norvégien (bokmål)  | Hobbiten, eller, Fram og tilbake igjen                                       | 1972                           | Finn Aasen Oddrun Grønvik                                  | Tiden Norsk Forlag (Oslo)                                                            |
| norvégien (bokmål)  | Hobbiten, eller, Fram og tilbake igjen                                       | 1997                           | Nils Ivar Agøy                                             | Tiden Norsk Forlag (Oslo)                                                            |
| norvégien (nynorsk) | Hobbiten                                                                     | 2008                           | Eilev Groven Myhren                                        | Tiden Norsk Forlag (Oslo)                                                            |
| persan              | هابيت                                                                        | 2002                           | Farzad Farbud                                              | Ketab-e Panjereh (Téhéran)                                                           |
| persan              | هابيت يا آنجا و بازگشت دوباره                                                | 2004                           | Reza Alizadeh                                              | Rowzaneh (Téhéran)                                                                   |
| polonais            | Hobbit, czyli, Tam i z powrotem                                              | 1960 (rév. 1985)               | Maria Skibniewska                                          | Iskry (Varsovie)                                                                     |
| polonais            | Hobbit, albo, Tam i z powrotem                                               | 1997                           | Paulina Braiter                                            | Atlantic-Rubicon (Varsovie)                                                          |
| portugais           | O gnomo                                                                      | 1962                           | Maria Isabel Braga Mário Braga                             | Livraria Civilização (Porto)                                                         |
| portugais           | O Hobbit                                                                     | 1976                           | Luiz Alberto Monjardim                                     | Artenova (Rio de Janeiro)                                                            |
| portugais           | O Hobbit                                                                     | 1985                           | Fernanda Pinto Rodrigues                                   | Publicações Europa-América (Mem Martins)                                             |
| portugais           | O Hobbit                                                                     | 1995                           | Lenita Maria Rimoli Esteves Almiro Pisetta                 | Martins Fontes (São Paulo)                                                           |
| roumain             | O Poveste cu un hobbit                                                       | 1975                           | Catinca Ralea                                              | Editura Ion Creangă (Bucarest)                                                       |
| roumain             | Povestea Unui Hobbit                                                         | 1995                           | Junona Tutunea                                             | Editura Elit (Ploieşti)                                                              |
| russe               | Хоббит, или Туда и Обратно (Khobbit, ili Tuda i obratno)                     | 1976 (rév. 1989)               | N. Rakhmanova (texte) G. Usova et I. Komarova (poèmes)     | Detskaya Literatura (Leningrad)                                                      |
| russe               | Хоббит, или Туда и Обратно (Khobbit, ili Tuda i obratno)                     | 1990 (rév. 1994, 2e rév. 2000) | V. A. M.                                                   | Amur (Khabarovsk)                                                                    |
| russe               | Хоббит, или Туда и Обратно (Khobbit, ili Tuda i obratno)                     | 1991                           | Z. Bobyr'                                                  | Molodaya Gvardiya (Moscou)                                                           |
| russe               | Хоббит, или Туда и Обратно (Khobbit, ili Tuda i obratno)                     | 1995                           | Mariya Kamenkovich Valeriy Karrik Sergei Stepanov          | Terra/Azbuka (Saint-Pétersbourg)                                                     |
| russe               | Хоббит, или Туда и Обратно (Khobbit, ili Tuda i obratno)                     | 2000                           | K. Korolev (texte) V. Tikhomirov (poèmes)                  | ACT (Moscou) Terra Fantastica (Saint-Pétersbourg)                                    |
| russe               | Хоббит, или Туда и Обратно (Khobbit, ili Tuda i obratno)                     | 2001                           | Léonid I. Yakhnin                                          | Armada/Al'fa-Kniga (Moscou)                                                          |
| russe               | Хоббит, или Туда и Обратно (Khobbit, ili Tuda i obratno)                     | 2001                           | A. A. Gruzberg                                             | Litur Publishers (Iekaterinbourg)                                                    |
| serbe               | Хобит или тамо и назад (Hobit)                                               | 1975                           | Meri Milišić Milan Milišić                                 | Nolit (Belgrade)                                                                     |
| slovaque            | Hobbiti                                                                      | 1973                           | Viktor Krupa (texte) Jana Šimulčíková                      | Mladé Letá (Bratislava)                                                              |
| slovène             | Hobit, ali, Tja in spet nazaj                                                | 1986                           | Dušan Ogrizek                                              | Mladinska Knjika (Ljubljana)                                                         |
| suédois             | Hompen, eller, En resa dit och tillbaksigen                                  | 1947                           | Tore Zetterholm                                            | Kooperativa Förbundets Bokförlag (Stockholm)                                         |
| suédois             | Bilbo: en hobbits äventyr                                                    | 1962                           | Britt G. Hallqvist                                         | Rabén & Sjögren (Stockholm)                                                          |
| suédois             | Hobbiten eller bort och hem igen                                             | 2007                           | Erik Andersson                                             | Norstedts (Stockholm)                                                                |
| tchèque             | Hobit, aneb, Cesta tam a zase zpátky                                         | 1979                           | Lubomír Dorůžka (crédité) František Vrba (réel)            | Odeon (Prague)                                                                       |
| thaï                | เดอะฮอบบิท                                                                    | 2002                           | สุดจิต ภิญโญยิ่ง Sutjit Phin-yo-ying                            | Naiin (Bangkok)                                                                      |
| turc                | Hobbit, Oradaydık ve şimdi buradayız                                         | 1996                           | Emeli İzmirli                                              | Altıkırbeş Yayın / Mitos Yayıncılık (Istanbul)                                       |
| turc                | Hobbit, Oradaydık ve şimdi buradayız                                         | 1997                           | Esra Usun                                                  | Altıkırbeş Yayın (Istanbul)                                                          |
| ukrainien           | Гобiт, або Мандрівка за Iмлистi гори (Hobit, abo, Mandrivka za imlysti hory) | 1985                           | Oleksandr Mokrovol's'kiy                                   | Veselka (Kiev)                                                                       |
| ukrainien           | Гобiт, або Туди i звiдти                                                     | 2007                           | Olena O'Lir                                                | Astrolabia (Lviv)                                                                    |